# RuPaul's Drag Race (ottava edizione)
L'ottava stagione di RuPaul's Drag Race è andata in onda negli Stati Uniti a partire dal 7 marzo 2016. A differenza delle altre tre stagioni che l'hanno preceduta, le concorrenti sono state solo dodici anziché quattordici, e le puntate solo otto. La lista dei concorrenti fu annunciata ai NewNowNext Awards il 1 febbraio 2016. La colonna sonora utilizzata durante i défilé è stata The Realness e per i titoli di coda Die Tomorrow, entrambe tratte dall'album Realness di RuPaul.
Il 31 marzo 2016 fu annunciata una nona edizione per lo show, che, quest'ultima, non venne più trasmessa su LogoTv ma sarà spostata sotto la rete VH1. Su VH1 venne trasmessa la nona stagione, e anche la seconda edizione di RuPaul's Drag Race All Stars.
Bob the Drag Queen, vincitrice dell'edizione, ha guadagnato come premio 100000 $, una fornitura di cosmetici Anastasia Beverly Hills Cosmetics e una corona di Fierce Drag Jewels. A vincere il titolo di Miss Simpatia è stata Cynthia Lee Fontaine, che ha preso poi parte anche alla nona edizione del programma.
Chi Chi DeVayne e Thorgy Thor prenderanno parte alla terza edizione di RuPaul's Drag Race All Stars, Naomi Smalls alla quarta, Derrick Barry alla quinta, Naysha Lopez alla ottava.

## Concorrenti
Le dodici concorrenti che hanno parte al reality show sono state:
| Concorrente          | Vero nome            | Età | Città                      | Posizionamento |
| -------------------- | -------------------- | --- | -------------------------- | -------------- |
| Bob the Drag Queen   | Christopher Caldwell | 29  | New York – New York        | Vincitrice     |
| Kim Chi              | Sang-Young Shin      | 27  | Chicago – Illinois         | Finaliste      |
| Naomi Smalls         | Davis Heppenstall    | 21  | Redlands – California      | Finaliste      |
| Chi Chi DeVayne (†)  | Zavion Davenport     | 29  | Shreveport – Louisiana     | 4º posto       |
| Derrick Barry        | Derrick Barry        | 32  | Las Vegas – Nevada         | 5º posto       |
| Thorgy Thor          | Shane Galligan       | 31  | Brooklyn – New York        | 6º posto       |
| Robbie Turner        | Jeremy Baird         | 33  | Seattle – Washington       | 7º posto       |
| Acid Betty           | Jamin Ruhren         | 37  | Brooklyn – New York        | 8º posto       |
| Naysha Lopez         | Fabian Rodriguez     | 31  | Chicago – Illinois         | 9º posto       |
| Cynthia Lee Fontaine | Carlos Diaz          | 34  | Austin – Texas             | 10º posto      |
| Dax ExclamationPoint | Dax Martin           | 31  | Savannah – Georgia         | 11º/12º posto  |
| Laila McQueen        | Tyler Devlin         | 22  | Gloucester – Massachusetts | 11º/12º posto  |

## Tabella eliminazioni
| Ordine | Episodi | Episodi | Episodi | Episodi | Episodi | Episodi | Episodi | Episodi | Episodi | Episodi            |
| Ordine | 1       | 2       | 3       | 4       | 5       | 6       | 7       | 8       | 9       | 10                 |
| ------ | ------- | ------- | ------- | ------- | ------- | ------- | ------- | ------- | ------- | ------------------ |
| 1      | Kim     | Chi Chi | Bob     | Robbie  | Bob     | Naomi   | Bob     | Kim     | Bob     | Bob the Drag Queen |
| 2      | Acid    | Acid    | Acid    | Kim     | Derrick | Kim     | Derrick | Naomi   | Kim     | Kim Chi            |
| 3      | Derrick | Thorgy  | Thorgy  | Naomi   | Thorgy  | Thorgy  | Naomi   | Chi Chi | Naomi   | Naomi Smalls       |
| 4      | Thorgy  | Robbie  | Naomi   | Bob     | Chi Chi | Bob     | Kim     | Bob     | Chi Chi |                    |
| 5      | Chi Chi | Naomi   | Naysha  | Thorgy  | Kim     | Chi Chi | Chi Chi | Derrick |         |                    |
| 6      | Cynthia | Derrick | Kim     | Acid    | Robbie  | Derrick | Thorgy  |         |         |                    |
| 7      | Dax     | Cynthia | Chi Chi | Derrick | Naomi   | Robbie  |         |         |         |                    |
| 8      | Bob     | Bob     | Derrick | Chi Chi | Acid    |         |         |         |         |                    |
| 9      | Naomi   | Kim     | Robbie  | Naysha  |         |         |         |         |         |                    |
| 10     | Robbie  | Dax     | Cynthia |         |         |         |         |         |         |                    |
| 11     | Laila   | Laila   |         |         |         |         |         |         |         |                    |
| 12     | Naysha  |         |         |         |         |         |         |         |         |                    |

Legenda:
     La concorrente ha vinto la gara
     Le concorrenti sono arrivati in finale ma non hanno vinto la gara
     La concorrente ha vinto la puntata
     La concorrente figura tra le prime ma non ha vinto la puntata
     La concorrente è ritornata nella competizione
     La concorrente è salva ed accede alla puntata successiva (l'ordine di chiamata è casuale)
     La concorrente figura tra le ultime ma non è a rischio eliminazione
     La concorrente figura tra le ultime 2 ed è a rischio eliminazione
     La concorrente è stato eliminata

## Giudici
- RuPaul
- Michelle Visage
- Ross Matthews
- Carson Kressley

### Giudici ospiti
- Nicole Richie
- Ester Dean
- Lucian Piane
- Jamal Sims
- Faith Evans
- Tasha Smith
- Debbie Harry
- Chris Stein

- Gigi Hadid
- Chanel Iman
- Todrick Hall
- Marc Jacobs
- Vivica A. Fox
- Thomas Roberts
- Amy Sedaris
- David Sedaris

## Special guest
- Bebe Zahara Benet
- Tyra Sanchez
- Raja
- Sharon Needles
- Chad Michaels
- Jinkx Monsoon
- Violet Chachki
- Shannel
- Latrice Royale
- Raven
- Morgan McMichaels
- AB Soto
- The Vivienne
- Charo
- Marc Snetiker
- Il cast di Little Woman L.A.
- Andrew Christian
- Jayson Whitmore
- Bianca Del Rio

## Riassunto episodi

### Episodio 1 -Keeping it 100!
Il giudice ospite della puntata è Nicole Richie.
- La mini sfida: La puntata si apre con l'ingresso di tutti i concorrenti partendo con Naomi Smalls e finendo con Derrick Barry. RuPaul incontra i concorrenti e comunica che quest'episodio è il centesimo episodio della serie e che Derrick Barry è il centesimo concorrente ad entrare nella competizione. Successivamente, spiega che per la loro prima mini sfida i concorrenti dovranno fare un photo-shoot con le queens che hanno vinto l'edizioni precedenti, ad eccezione di Bianca Del Rio che non era presente perché doveva girare il suo film, Hurricane Bianca. Il vincitore della mini sfida è Robbie Turner.
- La sfida principale: Per la sfida principale, in onore del centesimo episodio, i concorrenti devono creare un look delle sfide di cucito dell'edizioni passate. Laila McQueen e Naysha Lopez sono i peggiori della puntata, mentre Kim Chi è la migliore della puntata.
- L'eliminazione: Laila McQueen e Naysha Lopez vengono chiamate ad esibirsi con la canzone Applause di Lady Gaga. Laila McQueen si salva mentre Naysha Lopez viene eliminata dalla competizione.

### Episodio 2 -Bitch Perfect
I giudici ospiti della puntata sono Ester Dean, Lucian Piane e Jamal Sims. Per la sfilata devono indossare un look per una première di un film.
- La mini sfida: Per la mini sfida, i concorrenti devono ballare in un look ispanico sulla canzone di RuPaul, Cha Cha Bitch. I vincitori della mini sfida sono Chi Chi DeVayne e Cynthia Lee Fontaine.
- La sfida principale: Per la sfida principale, i concorrenti devono dividersi in due gruppi e fare un lip-sync ispirato a Pitch Perfect. Il gruppo di Chi Chi DeVayne si chiama Shady Bitches ed è composto da: Chi Chi, Dax, Naomi, Acid e Thorgy; invece, il gruppo di Cynthia Lee Fontaine si chiama Lady Bitches ed è composto da: Cynthia, Bob, Laila, Robbie, Derrick e Kim. Laila McQueen e Dax ExclamationPoint sono i peggiori della puntata, mentre Chi Chi DeVayne è il migliore della puntata.
- L'eliminazione: Dax ExclamationPoint e Laila McQueen vengono chiamate ad esibirsi con la canzone I Will Survive di Gloria Gaynor. Dopo una performance non soddisfacente, RuPaul decide di eliminare entrambe le concorrenti (come già accaduto nella 5ª edizione, con Honey Mahogany e Vivienne Pinay). Dopo che quest'ultime lasciano dalla passerella, RuPaul fa una chiamata ad una concorrente eliminata in passato, non dicendo quale.

### Episodio 3 -RuCo's Empire
I giudici ospiti della puntata sono Faith Evans e Tasha Smith. Per la sfilata devono sfilare con un vestito qualsiasi, ma devono sfilare con i roller skate.
- La mini sfida: Per la mini sfida, i concorrenti devono creare un look da giudice e inventarci una storia sopra. Il vincitore della mini sfida è Naomi Smalls. In quest'episodio ritorna uno dei concorrenti già eliminati, e quest'ultimo è Naysha Lopez, eliminata nel primo episodio della stagione.
- La sfida principale: Per la sfida principale, i concorrenti devono dividersi in due gruppi e recitare in delle scene ispirate alla serie tv Empire, chiamato per l'occasione RuCo's Empire. Visto che Naomi Smalls ha vinto la mini sfida e Naysha Lopez è tornata nella competizione, loro due saranno i capo gruppi. Il gruppo di Naomi Smalls è composto da: Naomi, Bob, Cynthia, Robbie e Chi Chi; invece, il gruppo di Naysha è composto da: Naysha, Thorgy, Derrick, Acid e Kim.

| Personaggio           | Gruppo Naomi | Gruppo Naysha |
| --------------------- | ------------ | ------------- |
| Vanilla Wafer         | Naomi        | Kim           |
| Macaroon              | Robbie       | Acid          |
| Ginger Snap           | Cynthia      | Derrick       |
| Shortbread            | Chi Chi      | Naysha        |
| Chocolate Chip Cookie | Bob          | Thorgy        |

Robbie Turner e Cynthia Lee Fontaine sono le peggiori della puntata, mentre Bob The Drag Queen è la migliore della puntata.
- L'eliminazione: Robbie Turner e Cynthia Lee Fontaine vengono chiamate ad esibirsi con la canzone Mesmerized di Faith Evans. Robbie Turner si salva mentre Cynthia Lee Fontaine viene eliminata dalla competizione.

### Episodio 4 -New Wave Queens
I giudici ospiti della puntata sono Debbie Harry, Chris Stein e Lucian Piane. Per la sfilata devono sfilare con un abito con colori molto accessi e colori neon.
- La sfida principale: Per la sfida principale, i concorrenti devono dividersi in tre gruppi e creare delle band ispirate a quelle degli anni ottanta. I gruppi sono: Street Meatz, composto da Acid, Bob e Thorgy, il loro genere musicale è party; Les Chicken Wings, composto da Kim, Naomi e Robbie, il loro genere musicale è rock; ed, infine, Dragometry, composto da Chi Chi, Derrick e Naysha, il loro genere musicale è synth. Chi Chi DeVayne e Naysha Lopez sono le peggiori della puntata, mentre Robbie Turner è la migliore della puntata.
- L'eliminazione: Chi Chi DeVayne e Naysha Lopez vengono chiamate ad esibirsi con la canzone Call Me dei Blondie. Chi Chi DeVayne si salva mentre Naysha Lopez viene nuovamente eliminata dalla competizione.

### Episodio 5 -Supermodel Snatch Game
I giudici ospiti della puntata sono Gigi Hadid e Chanel Iman. Il tema della sfilata è "Le cento notti di Madonna", dove i concorrenti dovranno sfilare con un look ispirato ad uno di Madonna, ma per la prima volta nella storia dello show, quattro concorrenti (Derrick, Kim, Naomi, Thorgy) si vestirono nello stesso modo, con un kimono.
- La sfida principale: Per la sfida principale, i concorrenti dovranno giocare al gioco più famoso del programma lo Snatch Game, gioco dove i concorrenti dovranno impersonare una celebrità. Per la prima volta nella storia dello show un concorrente si presentò con due impersonazioni, Bob, con Uzo Aduba, poi durante il gioco si cambio ed impersonò Carol Channing, già impersonato in passato da un concorrente nella 2ª edizione, Pandora Boxx.

| Concorrenti        | Celebrità impersonate    |
| ------------------ | ------------------------ |
| Acid Betty         | Nancy Grace              |
| Bob The Drag Queen | Uzo Aduba/Carol Channing |
| Chi Chi DeVayne    | Eartha Kitt              |
| Derrick Barry      | Britney Spears           |
| Kim Chi            | Kimmy Jong Un            |
| Naomi Smalls       | Tiffany Pollard          |
| Robbie Turner      | Diana Vreeland           |
| Thorgy Thor        | Michael Jackson          |

Naomi Smalls e Acid Betty sono le peggiori della puntata, mentre Bob The Drag Queen è la migliore della puntata.
- L'eliminazione: Naomi Smalls e Acid Betty vengono chiamate ad esibirsi con la canzone Causing a Commotion di Madonna. Naomi Smalls si salva mentre Acid Betty viene eliminata dalla competizione.

### Episodio 6 -Wizards of Drag
I giudici ospiti della puntata sono Todrick Hall e Marc Jacobs.
- La mini sfida: Per la mini sfida, i concorrenti devono "leggersi" a vicenda, ovvero dire qualcosa di cattivo ad un'altra persona ma facendolo in modo scherzoso. Il vincitore della mini sfida è Bob The Drag Queen.
- La sfida principale: Per la sfida principale, i concorrenti devono creare un look ispirato al libro Il Meraviglioso Mago di Oz, e dovranno creare un look per loro e per le donne del cast di Little Woman L.A., che quest'ultime scelgono il concorrente che dovrà stare in coppia con quella persona, Briana è in coppia con Kim (il look è ispirato alla perfida strega dell'est) Brittney è in coppia con Thorgy (il look è ispirato ad un cittadino della città di smeraldo), Christy è in coppia con Robbie (il look è ispirato al leone codardo), Elena è in coppia con Bob (il look è ispirato alla dolce strega dell'ovest), Terra è in coppia con Derrick (il look è ispirato all'uomo di latta), Jasmine è in coppia con Naomi (il look è ispirato allo spaventapasseri) ed, infine, Tonya è in coppia con Chi Chi (il look è ispirato a Dorothy Gale). Successivamente dopo la sfilata, le coppie devono creare una coreografia interpretativa.

| Concorrente        | Compagna in Drag vero nome | Compagna in Drag   |
| ------------------ | -------------------------- | ------------------ |
| Bob The Drag Queen | Elena                      | Rob The Faux Queen |
| Chi Chi DeVayne    | Tonya                      | Ti Ti DeVayne      |
| Derrick Barry      | Terra                      | Terra Barry        |
| Kim Chi            | Briana                     | Miso Chi           |
| Naomi Smalls       | Jasmine                    | Jazzy Jems         |
| Robbie Turner      | Christy                    | Hedda Turner       |
| Thorgy Thor        | Brittney                   | Thorgeous          |

Derrick Barry e Robbie Turner sono le peggiori della puntata, mentre Naomi Smalls è la migliore della puntata.
- L'eliminazione: Derrick Barry e Robbie Turner vengono chiamate ad esibirsi con la canzone I Love It delle Icona Pop. Derrick Barry si salva mentre Robbie Turner viene eliminata dalla competizione.

### Episodio 7 -Shady Politics
I giudici ospiti della puntata sono Vivica A. Fox e Thomas Roberts. Il tema della sfilata è "Film Retrò Bianco e Nero".
- La mini sfida: Per la mini sfida, i concorrenti giocano ad un "Vero o Falso" sui membri della Pit-Crew. Il vincitore della mini sfida è Derrick Barry.
- La sfida principale: Per la sfida principale, i concorrenti devono creare una campagna pubblicitaria per diventare i primi presidenti drag d'America, e deve essere contro il proprio avversario "politico", le coppie sono: Bob - Derrick, Kim - Naomi e Chi Chi - Thorgy. Chi Chi DeVayne e Thorgy Thor sono le peggiori della puntata, mentre Bob The Drag Queen e Derrick Barry sono i migliori della puntata.
- L'eliminazione: Chi Chi DeVayne e Thorgy Thor vengono chiamate ad esibirsi con la canzone And I Am Telling You I'm Not Going di Dreamgirls. Chi Chi DeVayne si salva mentre Thorgy Thor viene eliminata dalla competizione.

### Episodio 8 -RuPaul Book Ball
I giudici ospiti della puntata sono Amy Sedaris e David Sedaris.
- La mini sfida: Per la mini sfida, i concorrenti devono pescare a sorte un pupazzo che rappresenti uno degli altri concorrenti, metterlo in drag e fare un siparietto imitando l'altro concorrente. Kim pesca Chi Chi, Bob pesca Kim, Derrick pesca Naomi, Naomi pesca Derrick, ed, infine, Chi Chi pesca Bob. Il vincitore della mini sfida è Chi Chi DeVayne.
- La sfida principale: Per la sfida principale, i concorrenti dovranno creare un numero di apertura per il Book Ball, a cui parteciperanno presentando 3 look differenti, e il terzo dovrà essere fatto a mano:

- Baby Drag Realness: I concorrenti devono realizzare un outfit da baby drag;
- That's My Mama Realness: I concorrenti devono realizzare un outfit che rappresenti la loro madre;
- Book Couture: I concorrenti devono realizzare un outfit e dovranno crearlo usando dei libri.
Bob The Drag Queen e Derrick Barry sono le peggiori della puntata, mentre Kim Chi è il migliore della puntata.
- L'eliminazione: Bob The Drag Queen e Derrick Barry vengono chiamate ad esibirsi con la canzone You Make Me Feel (Mighty Real) di Sylvester James. Bob The Drag Queen si salva mentre Derrick Barry viene eliminata dalla competizione.

### Episodio 9 -The Realness
In questo episodio, i concorrenti rimasti dovranno partecipare al video musicale della canzone di RuPaul The Realness, tratta dall'album Realness, (e chi sarà eliminato non sarà incluso nel video musicale). Il lipsync finale è fatto con la canzone The Realness, dove viene eliminata Chi Chi DeVayne mentre Bob The Drag Queen, Kim Chi e Naomi Smalls accedono alla finale.

### Episodio 10 -Grand Finale
Nell'ultimo episodio le queen della stagione si riuniscono e discutono di loro durante la stagione. I finalisti fanno dei lipsync creati appositamente per loro, basandosi sui propri momenti salienti avvenuti durante il programma. Poi, viene annunciata Miss Congeniality e viene incoronata la vincitrice della ottava stagione. Il titolo di Miss Congeniality lo vince Cynthia Lee Fontaine, e la vincitrice della ottava stagione è Bob The Drag Queen.